# Alexandre Luiz Fernandes
Alexandre Luiz Fernandes (født 21. januar 1986) er en brasiliansk fodboldspiller.